# Inachus (geslacht)
Inachus is een geslacht van sponspootkrabben.

## Soortenlijst
- Inachus aguiarii Brito Capello, 1876
- Inachus angolensis Capart, 1951
- Inachus biceps Manning & Holthuis, 1981
- Inachus communissimus Rizza, 1839
- Inachus complectens (Rathbun, 1911)
- Inachus dorsettensis (Pennant, 1777) (Gestekelde sponspootkrab)
- Inachus grallator Manning & Holthuis, 1981
- Inachus guentheri (Miers, 1879)
- Inachus leptochirus Leach, 1817
- Inachus mauritanicus Lucas, 1846
- Inachus nanus Manning & Holthuis, 1981
- Inachus parvirostris (Risso, 1816)
- Inachus phalangium (Fabricius, 1775) (Gladde sponspootkrab)
- Inachus tharacicus (Roux, 1830)
- Inachus thoracicus Roux, 1830